# Pseudobagarius hardmani
Pseudobagarius hardmani is een straalvinnige vissensoort uit de familie van de meervallen (Akysidae). De wetenschappelijke naam van de soort is voor het eerst geldig gepubliceerd in 2005 door Ng & Sabaj Pérez.